# Physoloba indistincta
Physoloba indistincta là một loài bướm đêm trong họ Geometridae.